# Niagarski slapovi
Niagarski slapovi (angleško Niagara Falls) so skupina velikih slapov na reki Niagari v vzhodni Severni Ameriki, ki razmejuje Združene države Amerike in Kanado. Trije ločeni slapovi, ki sestavljajo skupino, se imenujejo:
- Podkvasti slapovi (Horseshoe Falls; včasih tudi Kanadski slapovi)
- Ameriški slapovi (American Falls)
- Slapovi nevestine tančice (Bridal Veil Falls)

Slapovi nevestine tančice so najmanjši.
Niagarski slapovi sicer niso izjemno visoki, vendar so zelo široki in predstavljajo najbolj vodnate slapove Severne Amerike.
Slapovi slovijo po svoji lepoti, obenem pa so pomemben vir hidroelektrične energije in izziv pri ohranjevanju neokrnjene narave. Kot nad stoletje priljubljena turistična točka so slapovi razdeljeni nad mesti Niagara Falls v ameriški zvezni državi New York ter Niagara Falls v kanadski provinci Ontario.
Ime Niagara izhaja iz irokeške besede, ki pomeni »grmenje voda«.
Prvo hidroelektrarno na Niagari je zgradil Nikola Tesla. To je bila prva večja elektrarna, ki je proizvajala izmenični električni tok. Na otoku Goat Island (Kozji otok) sredi reke Niagara, v bližini slapov in bivše hidroelektrarne, so Američani postavili spomenik Nikoli Tesli, ki je delo hrvaškega kiparja Frana Kršinića.
Niagarski slapovi so privlačili tudi različne pustolovce in kaskaderje. Prečkali so jih po napeti vrvi, ali pa so se po slapovih spustili v sodovih.
Poleti preteče 156 mio. litrov na minuto
pozimi pa 84 mio. litrov na minuto.